# Sådan blev vi hjulpet
|  | Denne artikel er oprettet af botten PalnaBot ud fra en ekstern database. Den kan derfor have sproglige fejl eller mangler. Denne skabelon kan fjernes efter kontrol af indholdet. |

Sådan blev vi hjulpet er en film instrueret af Lennart Steen.

## Handling
Beskrivelse af en flygtningesituation set med et barns øjne. En 10-årig pige beretter om sine oplevelser som flygtning, om flugten, om bosætningen i Tanzania og om håbet for fremtiden.